# 西汾州 (北齐)
西汾州，中国南北朝时设置的州。
北齐天保三年（552年）置，治所在昌化县（今山西省吕梁市）。辖境相当今山西省吕梁、柳林、中阳、方山、临县等市县地。北周建德六年（577年）改为石州。